# Clypicterus

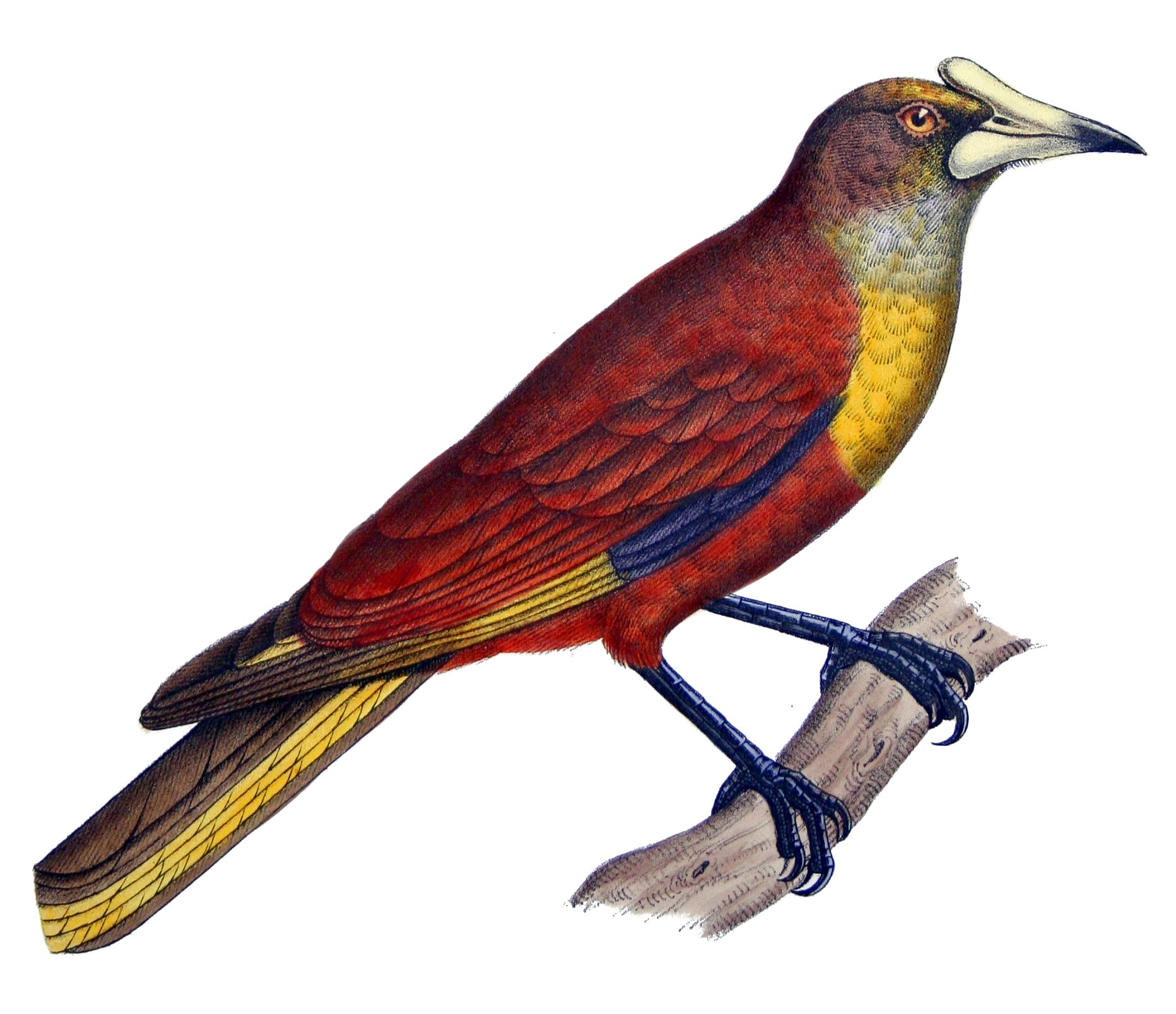
Clypicterus oseryi

Clypicterus is een opgeheven monotypische geslacht uit de familie van de troepialen. De enige soort, de helmoropendola (Cacicus oseryi), behoort nu tot het geslacht Cacicus.